# Grainfield (Kansas)
Grainfield es una ciudad ubicada en el de condado de Gove en el estado estadounidense de Kansas. En el año 2010 tenía una población de 277 habitantes y una densidad poblacional de 461,67 personas por km².

## Geografía
Grainfield se encuentra ubicada en las coordenadas 39°6′51″N 100°28′3″O / 39.11417, -100.46750 (39.114101, -100.467540).

## Demografía
Según la Oficina del Censo en 2000 los ingresos medios por hogar en la localidad eran de $33,958 y los ingresos medios por familia eran $44,167. Los hombres tenían unos ingresos medios de $29,844 frente a los $20,625 para las mujeres. La renta per cápita para la localidad era de $17,443. Alrededor del 10.8% de la población estaban por debajo del umbral de pobreza.